# (2204) Люли
(2204) Люли (фин. Lyyli) — астероид, относящийся к группе астероидов пересекающих орбиту Марса, который принадлежит к светлому спектральному классу X. Он был открыт 3 марта 1943 года финским астрономом Ирьё Вяйсяля в обсерватории Турку и назван в честь другого финского астронома Люли Хейнянен.

Орбита астероида Люли и его положение в Солнечной системе
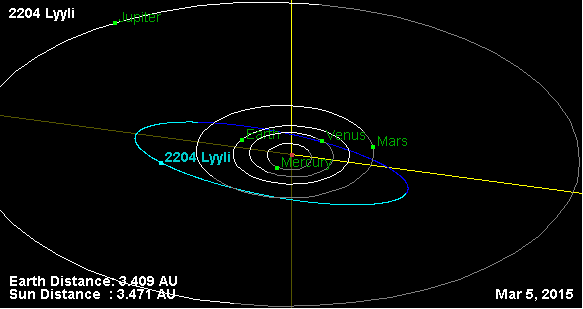
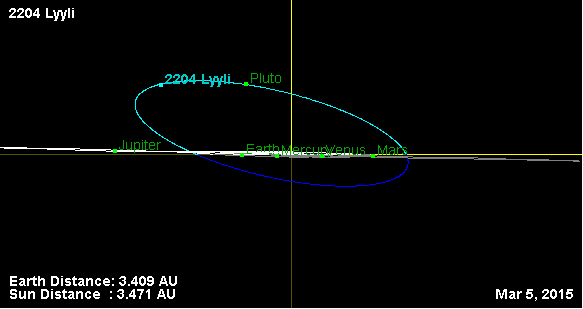